# Elissa Rhaïs
Pour les articles homonymes, voir Boumendil.
Elissa Rhaïs, nom de plume utilisé par Rosine Boumendil née le 12 décembre 1876 à Blida en Algérie et décédée dans la même ville le 18 août 1940, est une écrivaine algérienne, auteur de romans et de nouvelles orientalistes se déroulant en Algérie. Elle se fait à l'époque passer pour une musulmane ayant fui un harem. Elle avoue par la suite être une Juive d'Algérie, et certains critiques l'accusent même de ne pas être l'auteur des romans qu'elle signe. 

## Biographie

### L'Algérie
Rosine Boumendil naît en 1876 à Blida dans une famille juive aux revenus modestes. Son père, Jacob, est boulanger et sa mère, Mazaltov (née Seror), est mère au foyer. Elle va à l'école communale jusqu'à l'âge de douze ans, puis est placée comme domestique dans une famille juive. À dix-huit ans, elle épouse Moïse Amar, rabbin de la synagogue de la rue Sabine, dans la Basse-Casbah d'Alger. Installé dans cette ville, le couple a trois enfants, une fille qui meurt à onze ans, puis un fils Jacob-Raymond (1902-1987) et une autre fille Mireille (1908-1930). Jacob-Raymond sera également écrivain ainsi que journaliste sous le nom de Roland Rhaïs, et l'un des rares Juifs d'Algérie à obtenir la nationalité algérienne après l'indépendance.
À trente-huit ans, divorcée, elle se remarie avec un commerçant, Mardochée Chemouil, qui lui permet de s'installer dans une villa à Alger, où elle ouvre un salon littéraire. Très rapidement, elle devient renommée comme conteuse d'histoires. Elle raconte que ses histoires lui ont été transmises par sa mère et sa grand-mère, et font donc partie du patrimoine folklorique de sa région natale. Elle est encouragée à publier par quelques critiques littéraires fréquentant son salon.

### Paris
En 1919, Rosine Boumendil décide de s'installer en France et obtient une séparation de biens d'avec son mari, car celui-ci désapprouve ses ambitions littéraires. Elle débarque le 28 octobre 1917 à Marseille avec son fils Jacob-Raymond, sa fille Mireille et son fils adoptif, Raoul-Robert Tabet, neveu de son second mari Mardochée Chemouil. Ils vont s'installer à Paris, où après avoir publié trois nouvelles sous le titre Le Café chantant dans la Revue des deux Mondes, elle signe un contrat de cinq ans avec la maison d'édition Plon. Elle publie son premier roman Saâda la Marocaine sous le pseudonyme d'Elissa Rhaïs. Son éditeur lui invente une histoire romanesque et la fait passer pour une musulmane qui a appris le français en Algérie à l'école publique. Il la surnomme « L'Orientale ». La mode est alors à l'orientalisme, et les histoires écrites par une femme orientale sont de nature à exciter la curiosité de nombreux lecteurs. Le fait qu'elle écrive en français est la preuve de l'apport de la colonisation aux peuples indigènes. Or, ce que la quasi-totalité des lecteurs ignorent, c'est que depuis le décret Crémieux de 1870 qui a donné la nationalité française aux Juifs d'Algérie, ceux-ci ont librement accès à l'école publique et à l'éducation française, ce qui n'est absolument pas le cas pour le reste des natifs.
De 1919 à 1930, Rhaïs publie neuf romans et trois recueils de courtes nouvelles. Ce sont des romans à l'eau de rose, se déroulant dans une Afrique du Nord exotique. Ses récits sentimentaux se déroulent, à quelques exceptions près, dans différents milieux musulmans d'avant la Première Guerre mondiale avec de nombreuses héroïnes féminines. Une seule exception, Les Juifs ou la fille d'Éléazar, considéré comme son meilleur roman et dont les personnages sont des Juifs de la classe moyenne, se débattant entre modernité et tradition, sur fond d'intrigues amoureuses.
À Paris, elle rouvre un salon, fréquenté par des artistes, dont Colette, Paul Morand et l'actrice Sarah Bernhardt.

### Séjours à Blida
À partir de 1922, Rhaïs effectue de nombreux séjours en Algérie, à Blida. Après la mort de sa fille en 1930, de la fièvre typhoïde, lors d'un séjour qu'ils effectuent ensemble au Maroc, Rhaïs se retire alors de la vie publique et ne publie plus de livres. Assez rapidement, elle tombe dans l'oubli, et il faut plus de cinquante ans pour que l'on reparle d'elle et que ses livres soient réédités.
Elle meurt brutalement à Blida, où elle est revenue habiter, en 1940.

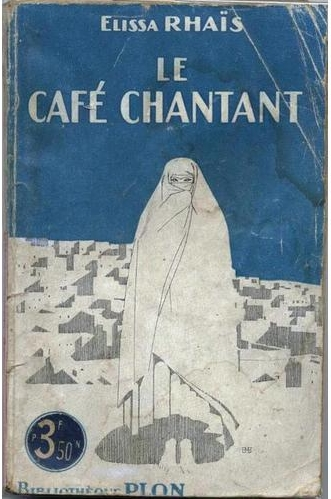
Couverture du Café chantant de 1920

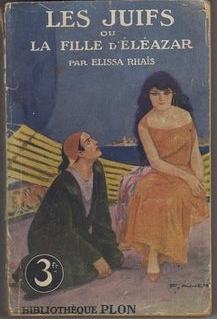
Couverture de Les Juifs ou la fille d'Éléazar de 1921

## Son œuvre
Les romans de Rhaïs vont au-delà des stéréotypes dominant à cette période coloniale, qui voit la femme arabo-berbère sous les traits soit d'une odalisque soit d'une fatma. Elle décrit la vie courante, les coutumes, les habits, les fêtes religieuses et les relations familiales.
L'écrivain Jules Roy, lui aussi né en Algérie, écrit à son sujet en 1982, dans le journal Le Monde, sous le titre « Le mythe d'une Algérie heureuse », avant que la supercherie sur ses origines ne soit davantage éclaircie : « Juive ? Arabe ? Berbère ? La George Sand de l’Islam, un Loti enfin authentique, une Eberhardt qui aurait percé… Elle a chanté tout ce que nous avons aimé et que nous avons quitté pour un ailleurs plus âpre et plus vaste. Elle seule était capable de jouer de l’illusion coloniale comme elle en a joué. Elle fut quelqu’un de merveilleusement suranné : elle incarna le mythe d’une Algérie heureuse et irremplaçable dans nos cœurs. ».
- Saâda la Marocaine, Paris, Bouchène (1re éd. : Plon-Nourrit), coll. « Escales », 3 décembre 2002 (1re éd. 1919) (ISBN 2912946611 et 978-2912946614, ASIN B001BTLP4E).
- Le Café chantant : kerkeb. noblesse arabe, Paris, Bouchène (1re éd. : Plon-Nourrit), 19 mars 2003 (1re éd. 1920) (ISBN 2912946670 et 978-2912946676, ASIN B0000DNACV).
- Les Juifs ou la fille d’Eléazar, Paris, L'Archipel (1re éd. : Plon-Nourrit), coll. « Archipel.Archip », 5 février 1997 (1re éd. 1921) (ISBN 284187057X et 978-2841870578, ASIN B0000DP862).
- La Fille des pachas, Paris, Bouchène (1re éd. : Plon), coll. « Escales », 19 mars 2003 (1re éd. 1922) (ISBN 2912946638 et 978-2912946638, ASIN B0000DWWCM).
- La Fille du douar, Paris, Plon-Nourrit, 1924 (ASIN B001BTPKLS).
- La Chemise qui porte bonheur, Paris, Plon-Nourrit, 1925 (ASIN B001BTLPCG).
- L'Andalouse, Paris, Fayard, 1925
- Le Mariage de Hanifa, Paris, Plon-Nourrit, 1926 (ASIN B001BTPKJK).
- Le Sein blanc, Paris, L'Archipel (1re éd. : Ernest Flammarion), coll. « Archipel.Archip », 24 janvier 1996 (1re éd. 1928) (ISBN 2841870197 et 978-2841870196).
- Par la voix de la musique, Paris, Les Petits-fils de Plon et Nourrit, 1927 (ASIN B001BTLP5I).
- La Riffaine : suivi de Petits Pachas en exil, Paris, Ernest Flammarion, 1929 (ASIN B001BTK1QW).
- La Convertie, Paris, Ernest Flammarion, 1930 (ASIN B001BTLPBM).
- Enfants de Palestine, Manuscrit (1re éd. : Revue hebdomadaire), 1er juin 2007 (1re éd. août 1931) (ISBN 2748193784 et 978-2748193787).
- Le parfum, la femme et la prière, 1933 (lire en ligne).
- Judith, Le Journal, du 15 avril 1939 au 24 avril 1939.

## Mystification ou non

### Attaques contre le personnage qu'elle s'est créé
Au milieu des années 1930, une revue antisémite, Le Péril Juif de Charles Hagel, la critique violemment et la traite d'imposteur pour s'être fait passer pour une musulmane.
La romancière Lucienne Favre écrit dans son roman Orientale 1930, publié en 1930 : « Il parait qu'en France, on aime les Mauresques de toutes conditions. C'est pourquoi il y a une vieille Juive, ancienne femme de rabbin, qui se fait passer pour une Arabe, et raconte d'une manière fausse des histoires sur notre race et nos traditions. Elle gagne ainsi énormément d'argent dit-elle. ».

### Véritable auteure ou mystificatrice
Bien plus tard, en 1982, Paul Tabet, le fils de Raoul Tabet, le neveu d'Elissa Rhaïs, publie chez Grasset un livre intitulé Elissa Rhaïs, dans lequel il affirme que son père lui aurait avoué être le véritable auteur des romans attribués à Rhaïs. Bien qu'Elissa Rhaïs soit une auteure un peu oubliée, le livre de Paul Tabet  fait parler de lui dans les médias : Paul Tabet est interviewé par Bernard Pivot à Apostrophes le 7 mai 1982,. La revue Les Nouvelles littéraires publie les réactions des proches d'Elissa Rhaïs, qui réaffirment essentiellement qu'elle est bien l'auteure. Un article du journal Le Monde, sans enquêter en profondeur, relève l'imbroglio de la situation ainsi que des erreurs manifestes dans l'ouvrage de Paul Tabet. Denise Brahimi, dans une introduction intitulée Lire Elissa Rhaïs parle « d'un piètre scandale ».
Dans un second numéro des Nouvelles littéraires traitant de l’Affaire Elissa Rhaïs, Paul Enckell tente un bilan de la controverse et pose la question « Il n’y a pas d’affaire Elissa Rhaïs. Y a-t-il une affaire Paul Tabet ? ».
Une étude sur la controverse provoquée par le livre de Paul Tabet, avec analyse de la position de nombreux critiques sur le sujet, est réalisée par Mireille Rosello, de l'université Northwestern sous le titre de « Elissa Rhaïs; Scandals; Impostures; Who Owns the Story? ». Un téléfilm, Le secret d'Elissa Rhaïs , est tourné pour la télévision en 1993 par le réalisateur Jacques Otmezguine d'après le livre de Paul Tabet. Le scénario reprend donc la thèse de ce dernier d'une façon romancée.